# Jan Yi Jeong-sik
Jan Yi Jeong-sik (ur. 1794 w Dongrae, zm. 1868) – koreański męczennik, błogosławiony Kościoła katolickiego.

## Życiorys
Urodził się w 1794. W młodości został oficerem wojskowym. Kiedy miał 59 lat przyjął wiarę katolicką i został ochrzczony. W 1868 roku został aresztowany za swoją wiarę. W więzieniu był torturowany lecz nie wydał żadnego chrześcijanina. W lecie 1868 w wieku 74 lat został ścięty. 7 lutego 2014 papież Franciszek podpisał dekret o jego męczeństwie. Tenże sam papież beatyfikował go w dniu 16 sierpnia 2014 roku w grupie 124 męczenników koreańskich w czasie swojej podróży do Korei Południowej.